# 大觀發電廠大觀一廠
大觀發電廠大觀一廠為一座位在臺灣南投縣水里鄉的慣常式水力發電廠，全名為台灣電力股份公司大觀發電廠大觀一廠，該座水力發電廠原名為大觀發電廠，後因明湖抽蓄式水力發電廠併入大觀發電廠後改為大觀二廠，該慣常式水力發電廠即改為大觀一廠，而大觀發電廠則轉型為這兩座水力發電廠的中央行政管理單位。

## 沿革

### 日治時期
大觀發電廠大觀一廠最早興建於臺灣日治時期，是當時臺灣總督府所推動之日月潭水力電氣工事中的水力發電廠。該座發電廠建成之時稱為「門牌潭發電所」，其由來是因為發電廠旁有塊高大的岩壁，而岩壁下方有一座水潭，因水潭具有一定深度而被當地人稱為「墓碑潭」，然而因音義不雅，才又取其相近音成為「門牌潭」。落差達320公尺，設置有五支各595.2公尺長，上部直徑1.68公尺、末端直徑1.37公尺的壓力鋼管，連接到電廠的水輪發電機組。廠房長84.6公尺，寬15.26及7.07公尺，高16.4及11.8公尺。水輪機於1922年由德國Voith製造，為橫軸雙動輪雙噴嘴佩爾頓式水輪機，發電機是美國奇異公司製造，總共設置設置五部發電機，每部發電機組裝置容量為2萬2,000瓩（22MW），裝置容量有11萬瓩。
第1至第3號機於1934年6月完成，第4、5號機於1934年9月完成。日月潭第一發電所落成後，成為當時亞洲第一、世界第七大發電所，發電廠完工後再更名為「日月潭第一發電所」，前後共花費將近15年的時間、經歷10位台灣總督、總工程經費日圓6,400餘萬圓。

### 戰後至今
太平洋戰爭時期，由於日月潭第一發電所與第二發電所（現明潭發電廠鉅工分廠）為台灣工業動力的心臟，因此日本對於兩座發電所之防空與防衛設施非常注意，為了保護發電所的安全，該兩發電所之壓力鋼管與廠房均加以偽裝，並且在北山坑山谷內興建「假發電所」掩人耳目以防轟炸，兩發電所各要塞區設置高射砲與機槍陣地，並於廠區周圍架設高壓電網以防破壞，但這些掩蔽設施並未發生效果，在戰爭末期兩座發電所均相繼被炸，難以倖免。1944年8月間，美軍一架P-38由西南方向飛至日月潭第一發電所上空，受到日軍高射機槍的射擊，盤旋數分鐘即行離去。1944年10月13日至14日，又有美軍航空母艦艦載機六架飛臨第一發電所連續掃射，並由小型炸彈轟炸第一發電所，當次攻擊行動中美軍有一架戰機被擊落於發電所附近山麓。1945年3月起，盟軍對台灣開始作有計劃之轟炸。1945年3月13日及3月23日，美軍六架B-26轟炸機先後對日月潭第一及第二發電所進行猛烈轟炸，其中日月潭第一發電所遭到美軍空襲轟炸受損，發電廠之主變壓器、壓力鋼管、開關廠等設備均遭炸毀無法供電。

1945年，第二次世界大戰結束，國民政府來台，時任台電機電處處長孫運璿在日籍技術人員協助下，於1946年10月30日恢復日月潭第一發電所的電力供應。1946年10月，日月潭第一發電所由蔣介石取名為「大觀發電廠」。1985年，為了與甫完工運轉的明湖抽蓄式水力發電廠區別，大觀發電廠改稱為「大觀發電廠一廠」，簡稱「大觀一廠」。

## 諸元

### 機組
| 名稱   | 發電機型號                     | 水輪機型號                          | 機組數量 | 發電方式 | 有效落差（公尺） | 單一機組用水量（CMS） | 容量（MW） | 位置                   | 商轉日期  | 狀態   |
| ------ | ------------------------------ | ----------------------------------- | -------- | -------- | ---------------- | --------------------- | ---------- | ---------------------- | --------- | ------ |
| 一號機 | 美国奇異公司製交流式同步發電機 | 德国Voith製橫軸雙動輪佩爾頓式水輪機 | 1        | 水庫式   | 320              | 9.3CMS                | 22MW       | 南投縣水里鄉水里溪上游 | 1934年6月 | 商轉中 |
| 二號機 | 美国奇異公司製交流式同步發電機 | 德国Voith製橫軸雙動輪佩爾頓式水輪機 | 1        | 水庫式   | 320              | 9.3CMS                | 22MW       | 南投縣水里鄉水里溪上游 | 1934年6月 | 商轉中 |
| 三號機 | 美国奇異公司製交流式同步發電機 | 德国Voith製橫軸雙動輪佩爾頓式水輪機 | 1        | 水庫式   | 320              | 9.3CMS                | 22MW       | 南投縣水里鄉水里溪上游 | 1934年6月 | 商轉中 |
| 四號機 | 美国奇異公司製交流式同步發電機 | 德国Voith製橫軸雙動輪佩爾頓式水輪機 | 1        | 水庫式   | 320              | 9.3CMS                | 22MW       | 南投縣水里鄉水里溪上游 | 1934年9月 | 商轉中 |
| 五號機 | 美国奇異公司製交流式同步發電機 | 德国Voith製橫軸雙動輪佩爾頓式水輪機 | 1        | 水庫式   | 320              | 9.3CMS                | 22MW       | 南投縣水里鄉水里溪上游 | 1934年9月 | 商轉中 |

### 設施
- 發電廠房：地面式
- 壓力鋼管：5支，長度592.2公尺
- 編制人員：無（由大觀發電廠行政中心控制室遠端遙控）

## 圖集

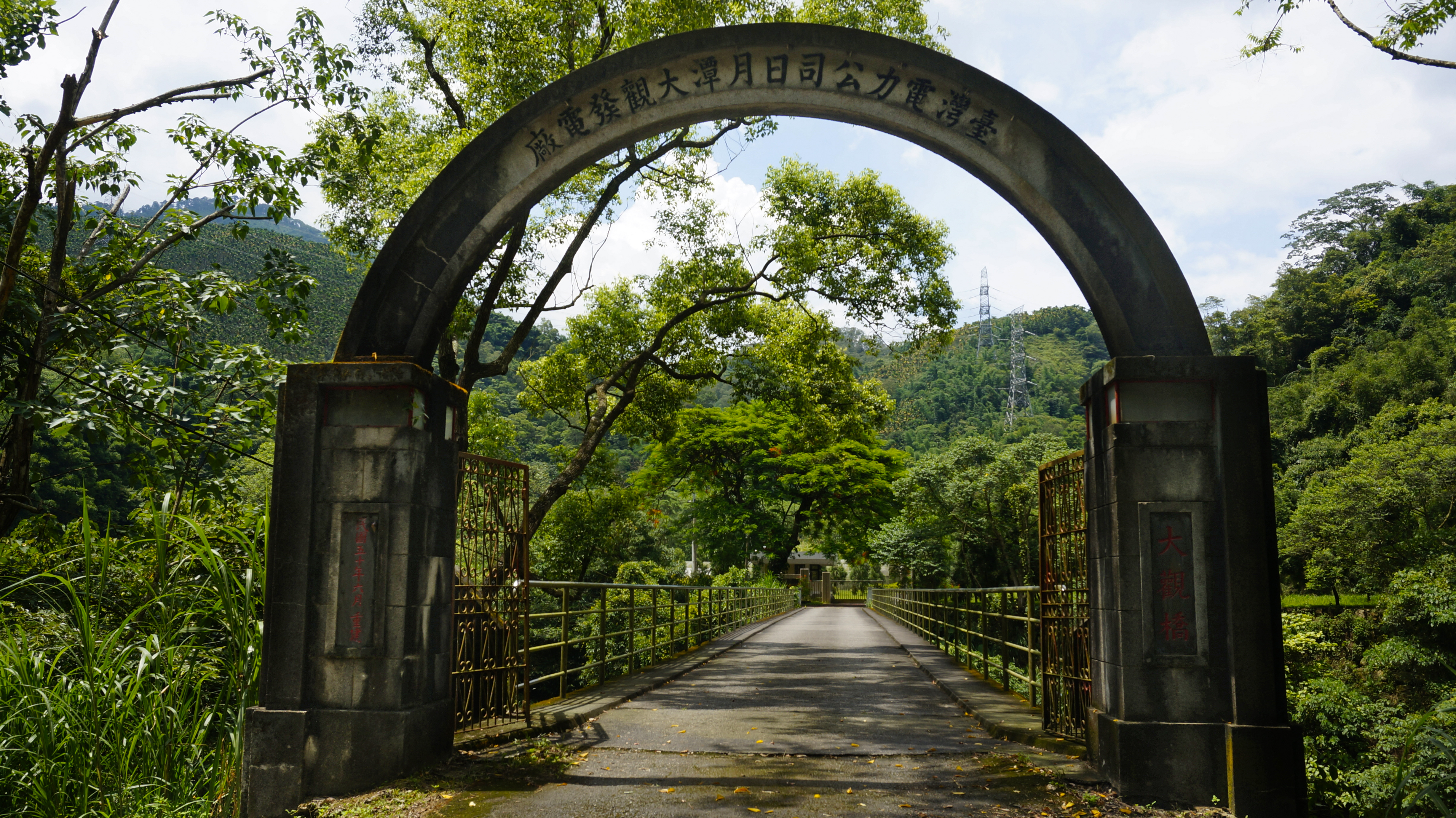
大觀電廠舊入口
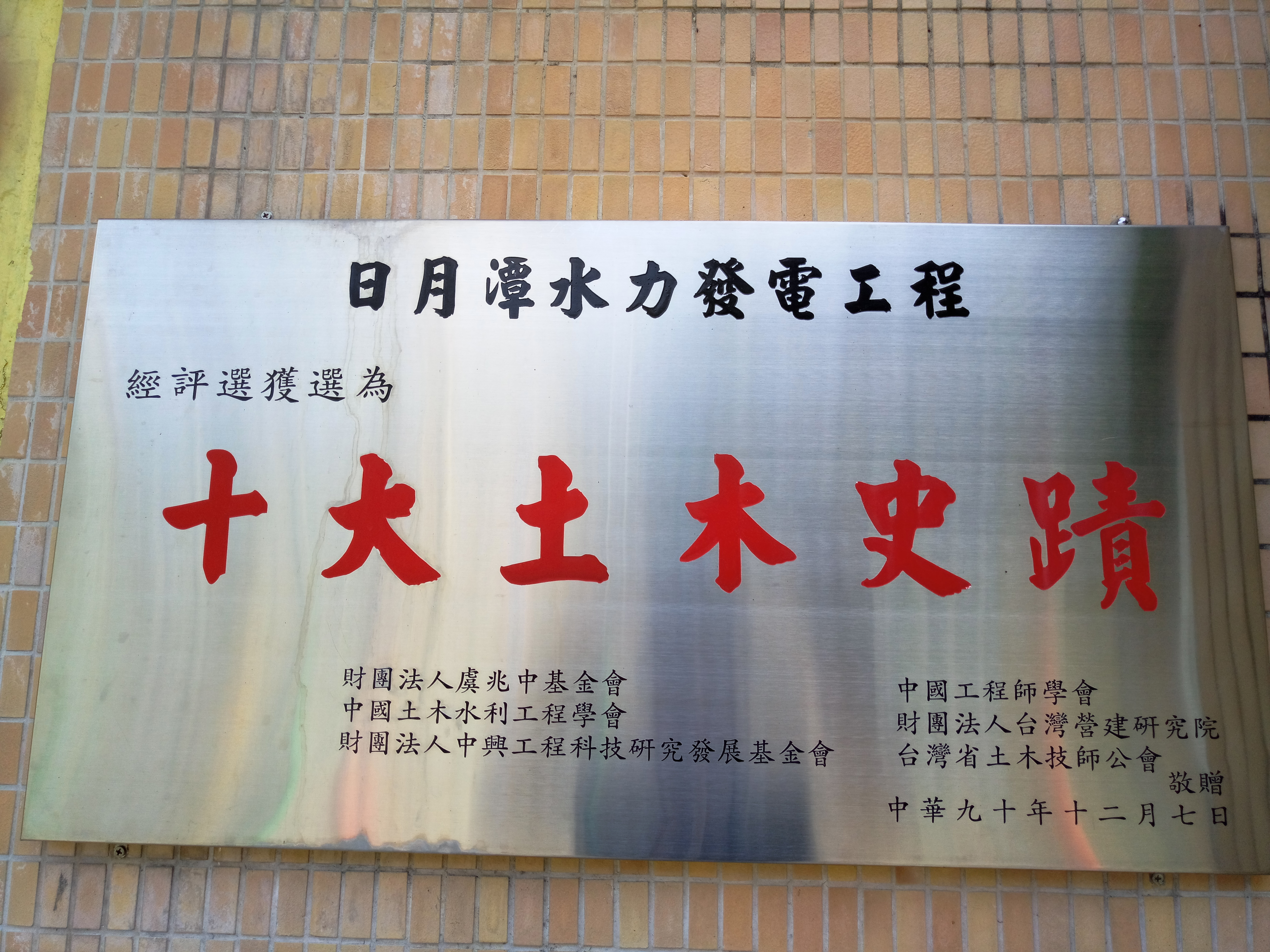
十大土木史蹟銘板
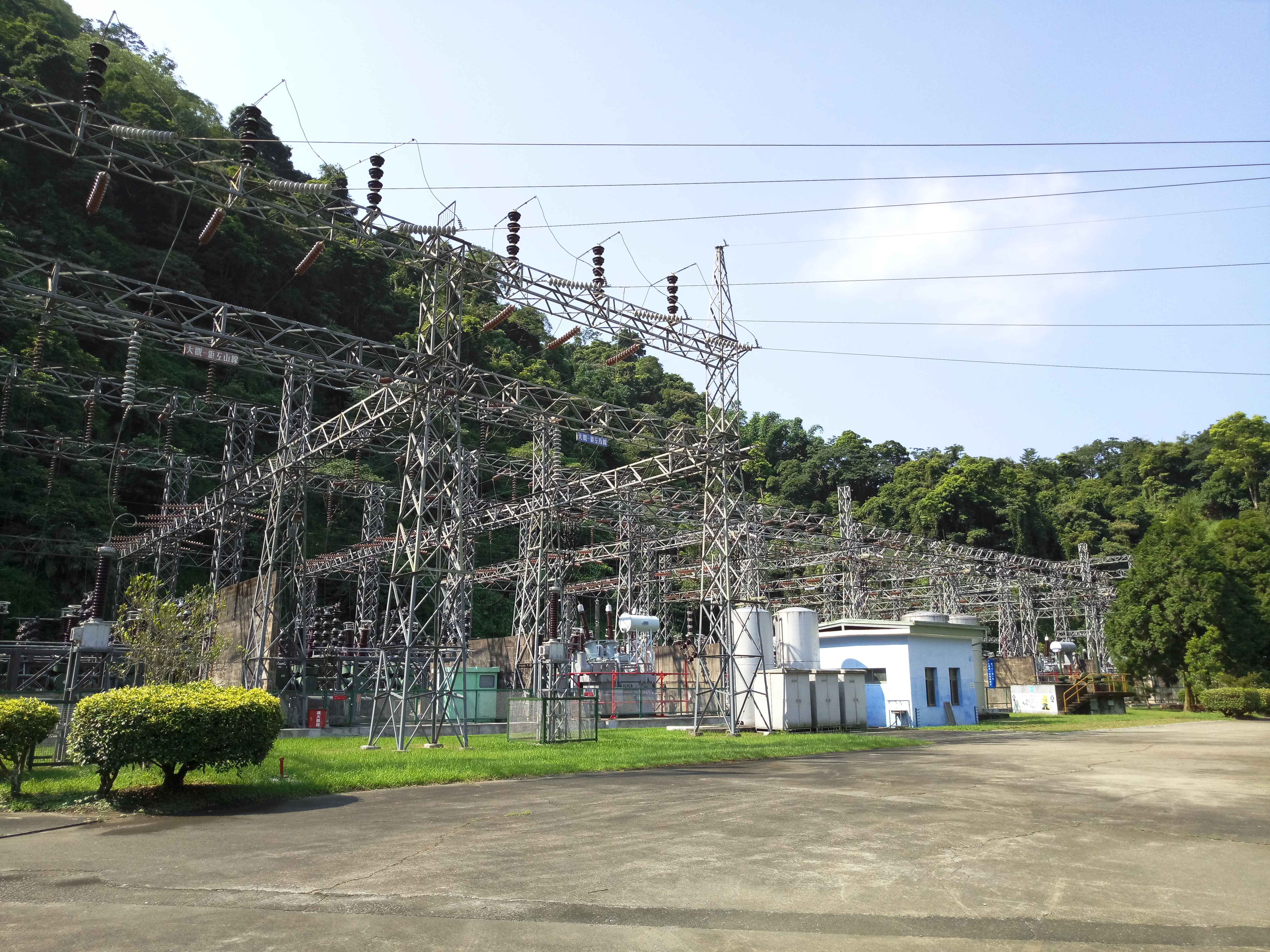
開關場
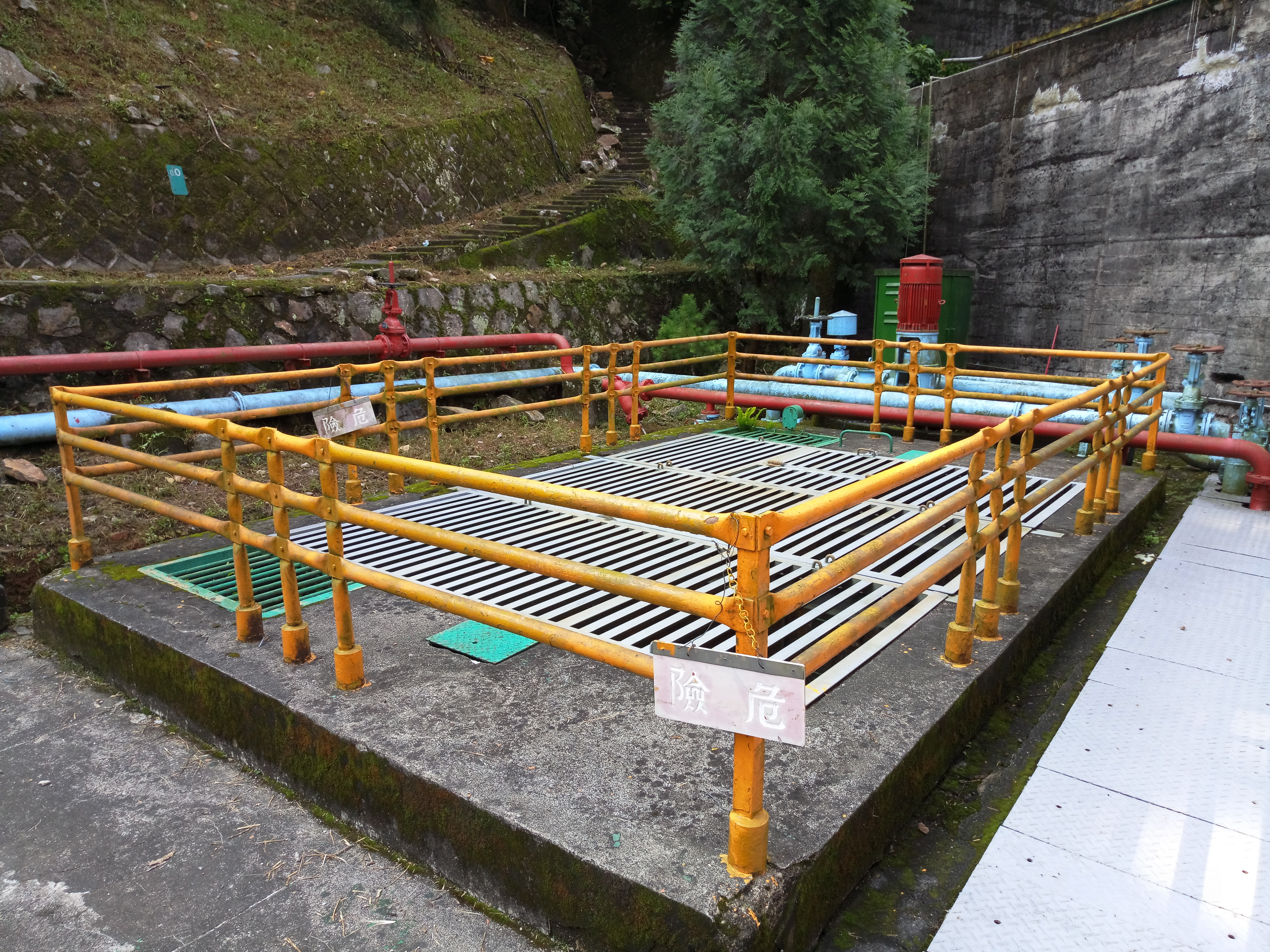
大觀一廠發電後尾水出口豎井，尾水由豎井內的隧道在導流到銃櫃壩調整池中續留，供下游明潭發電廠鉅工分廠發電使用
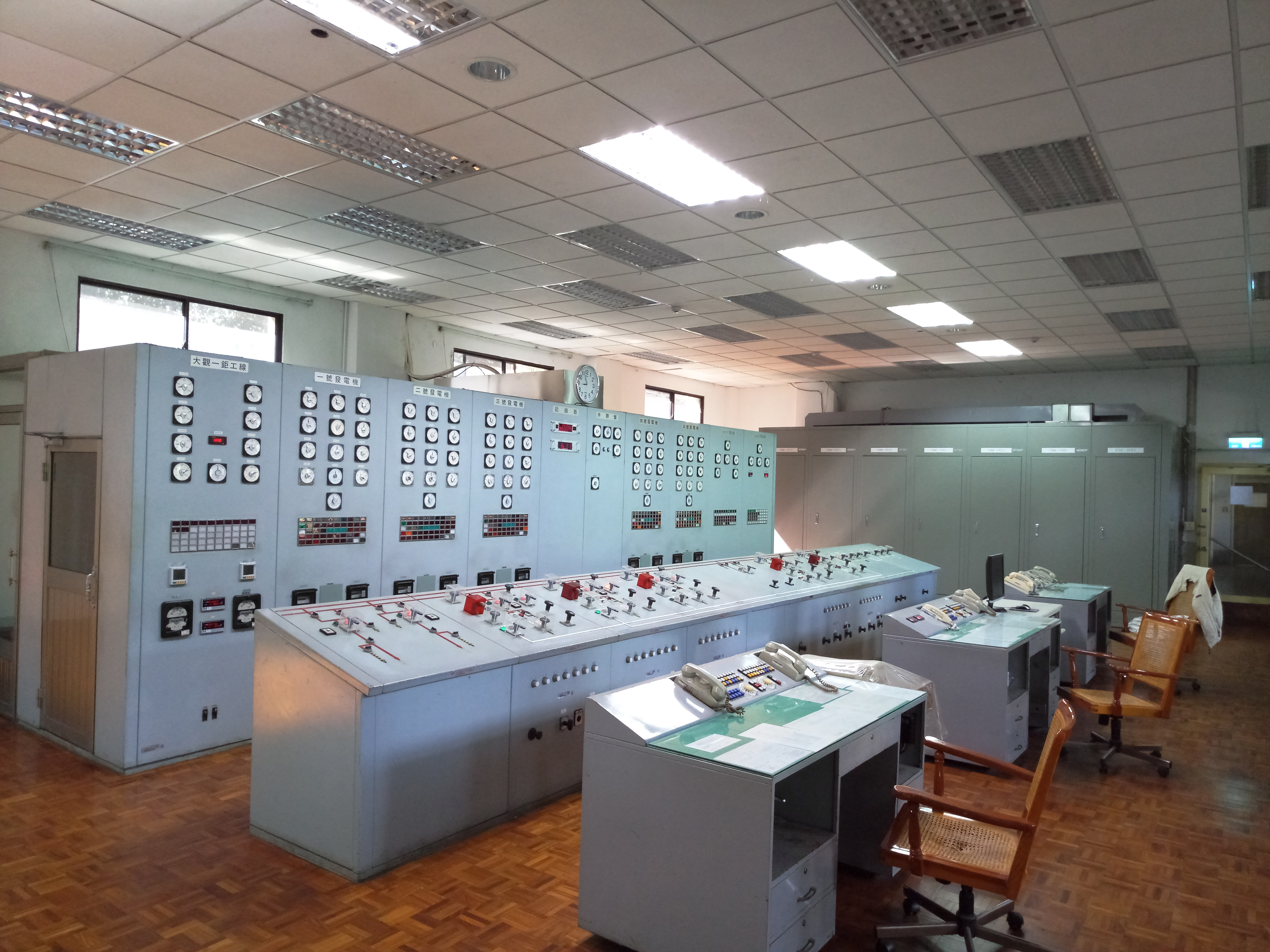
大觀一廠控制室，目前該控制室已無人駐守，由明湖水庫壩頂上的大觀發電廠行政中心內控制中心做遠端遙控
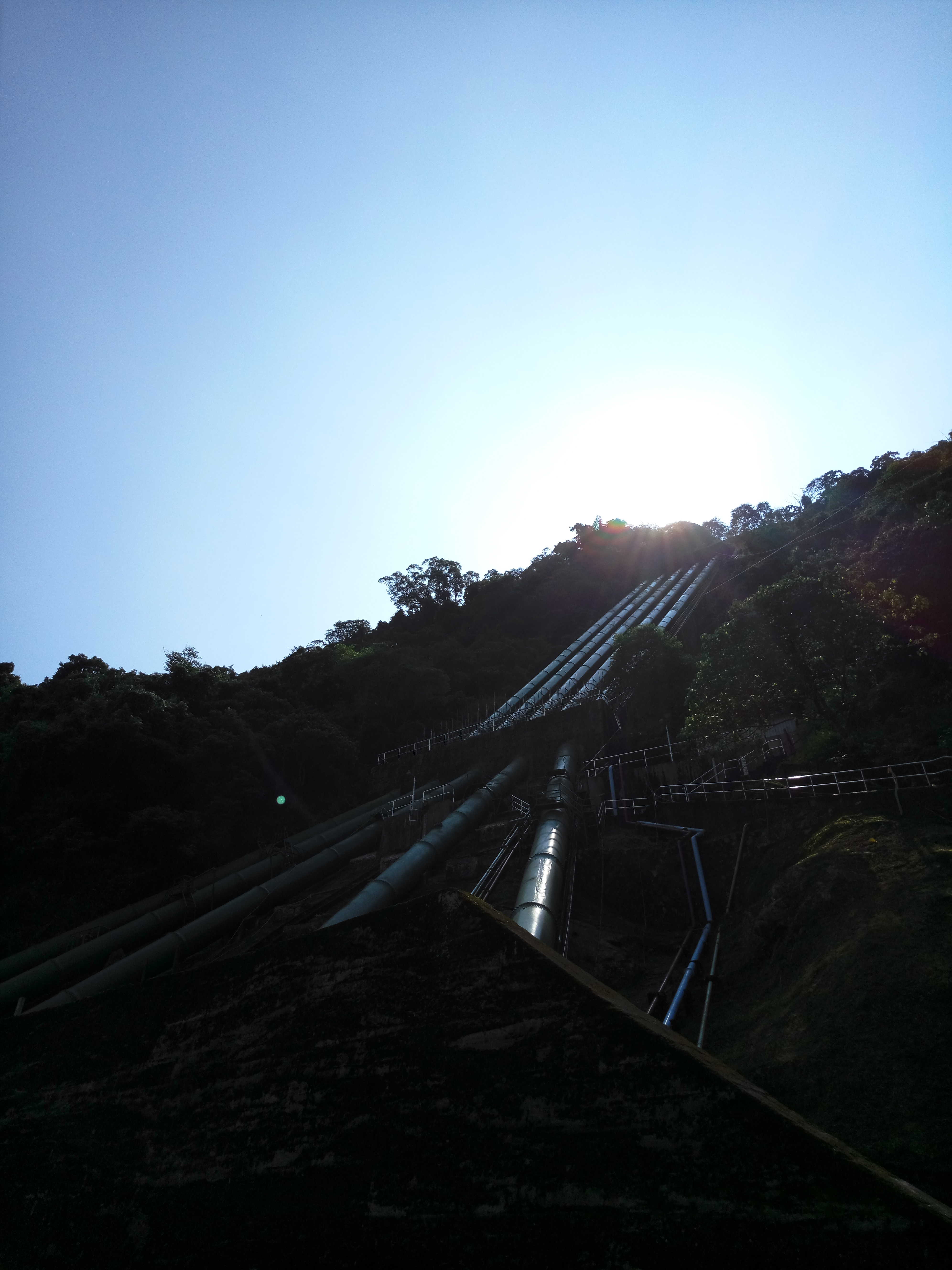
大觀一廠的五條壓力鋼管
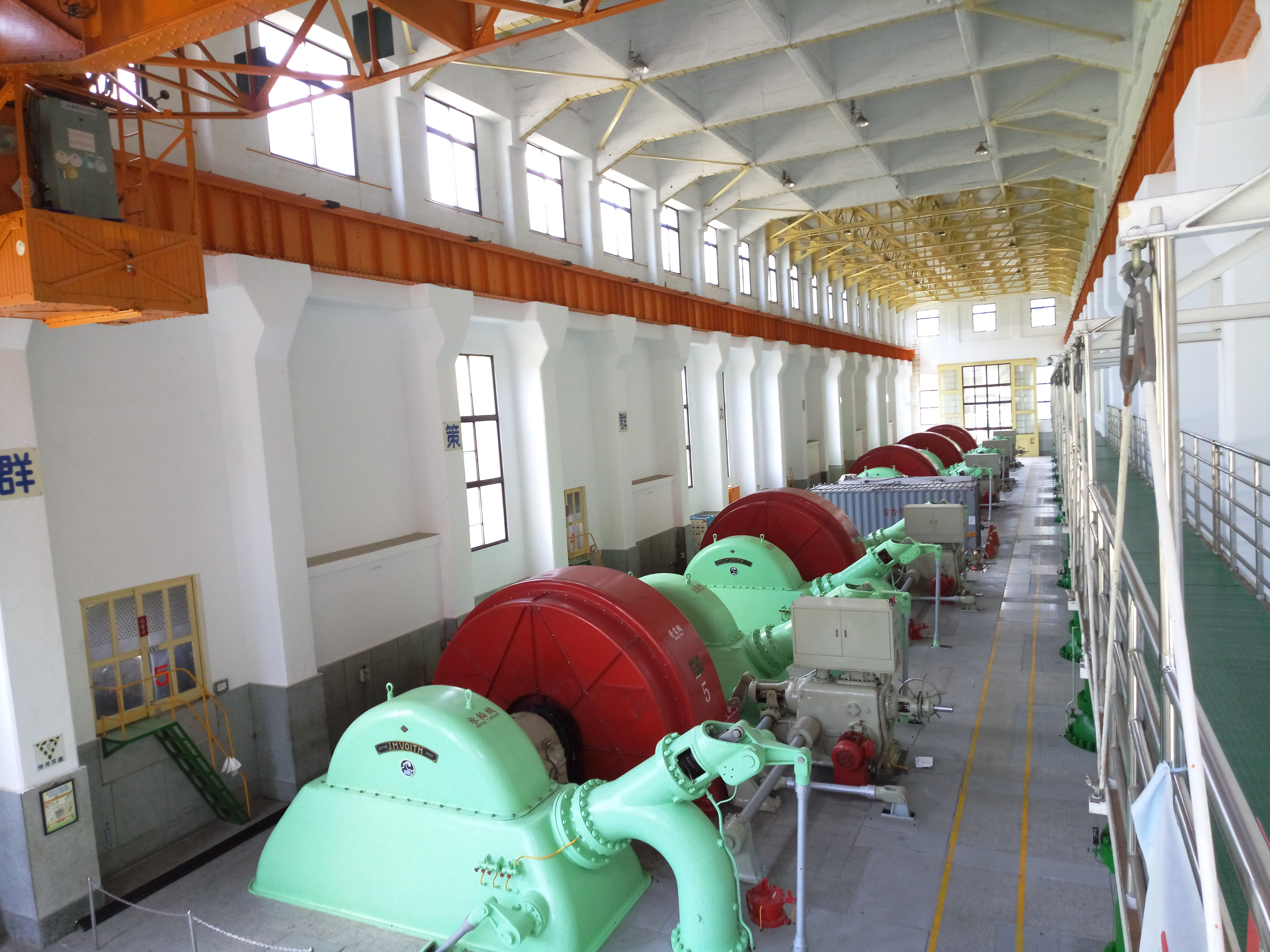
大觀一廠廠房內的五部橫軸佩爾頓式雙動輪水輪發電機組

## 資料來源
1. 1 2   (PDF). 台灣電力公司.   [2013-06-18]. （原始内容 (PDF)存档于2014-02-03） （中文（臺灣））.
2. 1 2   (PDF). 台電月刊563期. 2009年11月  [2013-12-30]. （原始内容 (PDF)存档于2013-12-31） （中文（臺灣））.
3. ↑  林炳炎. . 2009年1月31日  [2013-12-29]. （原始内容存档于2019-05-27） （中文（臺灣））.
4. 1 2 3  吳建民總編纂. . 南投市: 臺灣省文獻委員會採集組. 2000: 第404頁. ISBN 957-02-7411-5.
5. ↑  . 行政院公共工程委員會.   [2013-07-19]. （原始内容存档于2013-12-26） （中文（臺灣））.